# كين وود (منافس ألعاب قوى)
كين وود (بالإنجليزية: Ken Wood)‏ هو منافس ألعاب قوى بريطاني، ولد في 21 نوفمبر 1930، وتوفي في 8 سبتمبر 2008 في شفيلد في المملكة المتحدة.

## وصلات خارجية
- كين وود على موقع الاتحاد الدولي لألعاب القوى (الإنجليزية)
- كين وود على موقع أوليمبيديا (الإنجليزية)
- كين وود على موقع اللجنة الأولمبية البريطانية (الإنجليزية)